# Ferraiolo

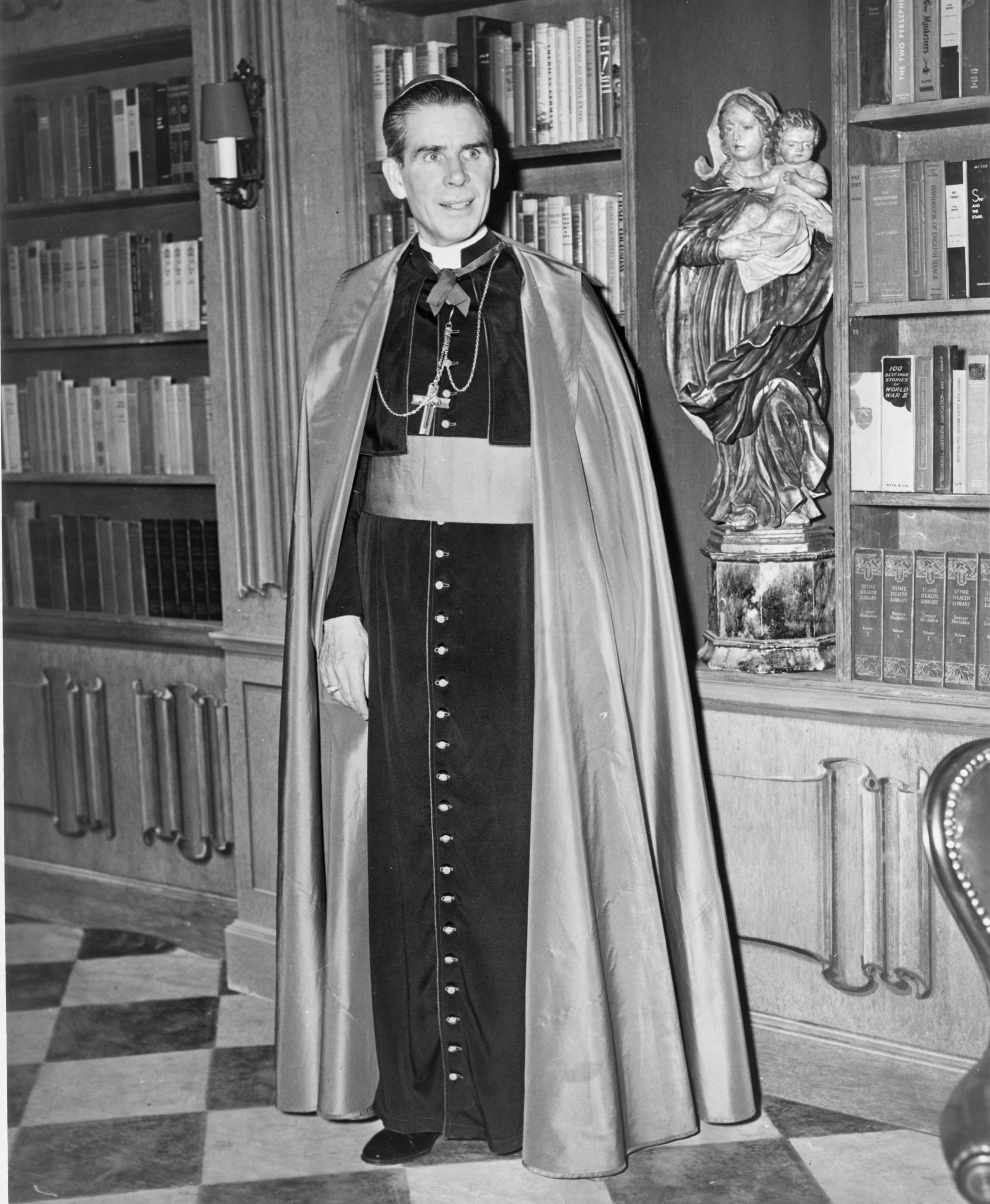
El arzobispo Fulton J. Sheen con un ferraiolo, 1952.

El ferraiolo (también ferraiuolo, ferraiolone) es un tipo de capa tradicionalmente usada por el clero en la Iglesia católica en ocasiones formales no litúrgicas. Puede ser usada sobre los hombros, o por detrás de ellos, su longitud alcanza los tobillos, se anuda al frente con un moño con cintas delgadas de tela, y no tienen ninguna 'pinza' o ajuste. 
Al igual que con muchas otras prendas y vestimentas litúrgicas, el ferraiolo se originó como una prenda de vestir para los ciudadanos romanos antiguos, que originalmente se extendía hasta la rodilla.
El color del ferraiolo se determina según el rango del clérigo,es negra para los sacerdotes seculares, violeta para los protonotarios  apostólicos supernumerarios y obispos y escarlata de moiré de seda para los cardenales. Un ferraiolo de moiré de seda también indica que quien lo usa es un nuncio apostólico o se encuentra adscripto a la Casa Pontificia. El Papa no usa un ferraiolo.

## Privilegios especiales

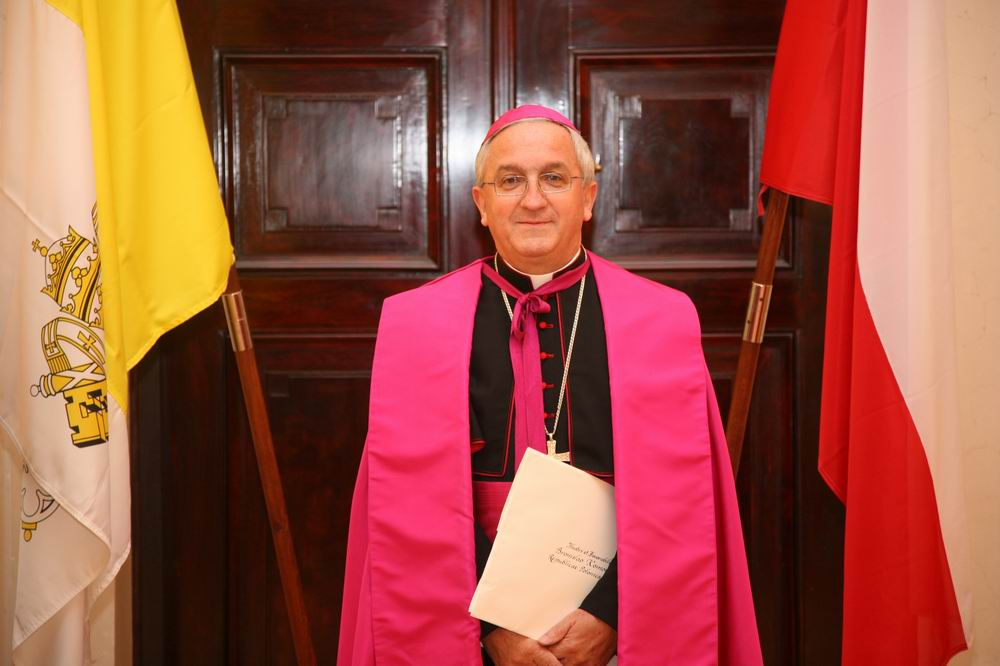
El arzobispo Celestino Migliore, nuncio apostólico de Polonia, vistiendo un ferraiolo púrpura.

Incluso en los tiempos modernos del siglo XXI, la Orden de Canónigos Premonstratenses (premonstratenses, norbertinos o canónigos blancos), los Camaldulenses, los miembros de las Órdenes de Nuestra Señora de la Merced y de la Santísima Trinidad, y los Olivetanos, también como algunas otras órdenes que visten un traje prelático tienen el privilegio de llevar el ferraiolo enteramente de tela blanca. Los premonstratenses también tienen el privilegio de llevar esta prenda con un birrete blanco de cuatro picos del mismo material. Algunos cánones blancos incluso optan por usar zapatos blancos cuando se visten con este atuendo formal. Los elementos adicionales que tradicionalmente usa el clero, es decir, el cinturón o fajín, también son completamente blancos. El Canon común puede usar una sobrepelliz para cualquier circunstancia litúrgica y el rochet para eventos no litúrgicos, pero no se usa con el ferraiolo. El canon premonstratense, como simple sacerdote, diácono o seminarista, puede usar el ferraiolo (charmeuse limado o texturizado), cinturón / fajín con flecos trenzados y birrete (sin pompón) completamente hecho de tela blanca, a diferencia de los sacerdotes seculares que deben usar un ferraiolo de lana negro. A los abades regiminis premonstratenses, así como a los abades nullius, se les permite llevar el ferraiolo de moiré de seda y añadir a su hábito monástico la cruz pectoral y el anillo. Este mismo prelado o abad regular, que también como canónigo regular, puede llevar un birrete (con pompón). Además de usar los otros artículos privilegiados, el mantelete, hecho con la misma tela de su hábito monástico, puede ser usado por un abad que no esté en su propio monasterio registrado, pero se debe usar sin el ferraiolo.

## Códigos de vestimenta

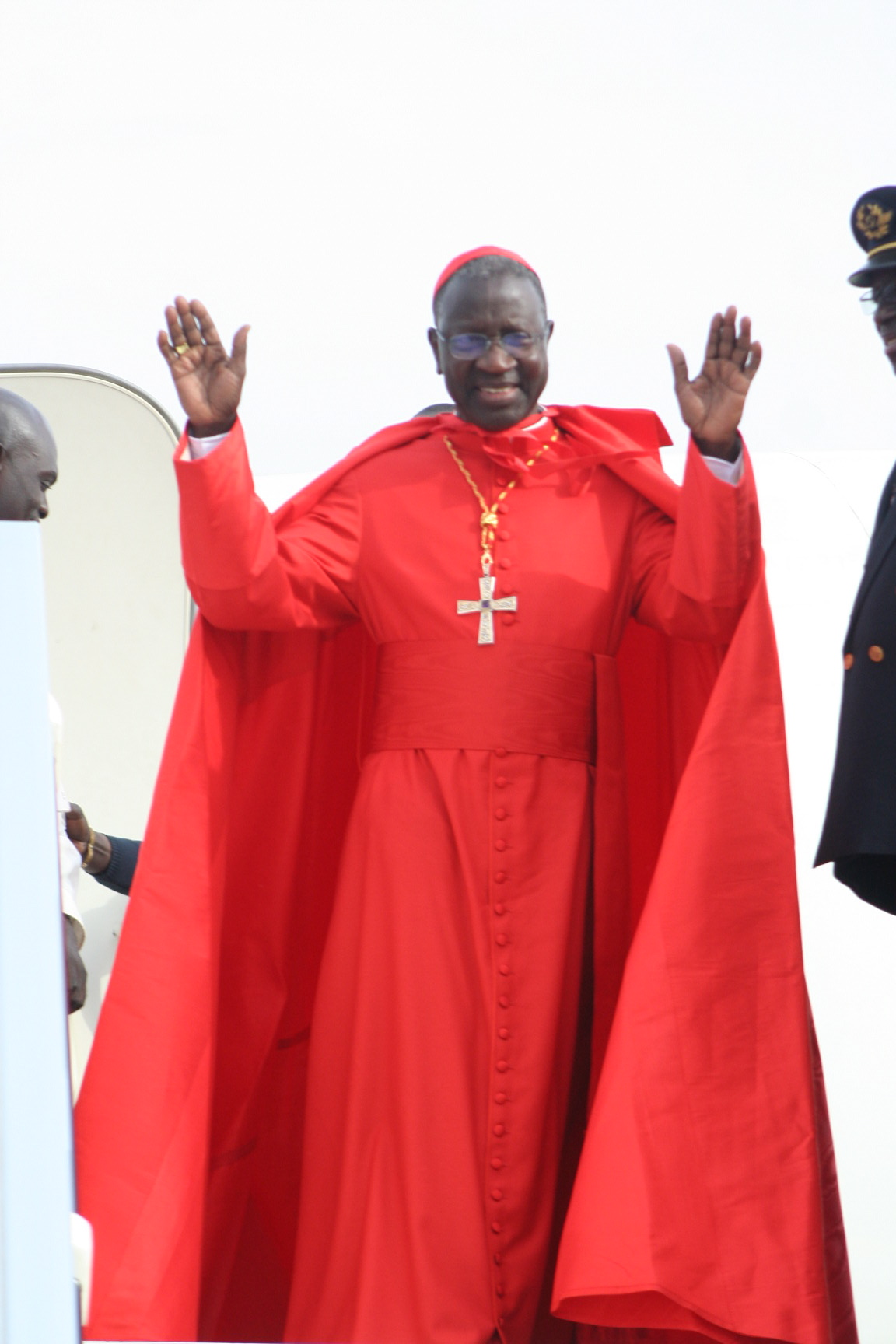
El cardenal Sarr de Dakar vestido con un ferraiolo de moiré de seda.

Tres documentos efectuaron la simplificación de la vestimenta clerical de rito latino después del Concilio Vaticano II, que en conjunto incluían la actual ley eclesiástica sobre vestimenta clerical.
La primera es la Instrucción de la Secretaría de Estado de 31 de marzo de 1969, Ut sive sollicite (USS) sobre la vestimenta, los títulos y el escudo de armas de los cardenales, obispos y prelados menores. 
La segunda es la Circular de la Sagrada Congregación para el Clero del 30 de octubre de 1970, Per Instructionem sobre la reforma de la vestimenta coral, que aplicó las prescripciones de la USS a canónigos, beneficiarios, pastores y, por extensión explícita, a todos los demás rangos eclesiásticos. Sin embargo ninguno de estos documentos proporcionó esquemas sintéticos de las formas de vestimenta de todo el clero secular y religioso del rito latino, sino que modificó los paradigmas preexistentes.
El primer apéndice de Caeremoniale Episcoporum (CE) sobre la vestimenta de los prelados proporcionó una lista más sistemática de las formas de vestimenta, que se basó en estos dos documentos anteriores y las aumentó parcialmente. Sin embargo, incluso CE no proporcionó todos los detalles, ya que presuponía las costumbres sartoriales del rito latino y no trataba la vestimenta de los eclesiásticos bajo el rango de prelado y canónigo. Para los paradigmas preconciliares y para las costumbres de vestuario perdurables del rito latino sobre detalles de los cuales estos documentos guardaban silencio, se hace referencia a documentos más antiguos, el mejor de los cuales es el Traje de Prelados de la Iglesia Católica de Nainfa. Las costumbres y los documentos de la Iglesia solo pueden expresar la dignidad de usar tal vestimenta formal en los lugares apropiados, tales como graduaciones académicas, bailes formales, cenas y otras reuniones locales o estatales que exigen el uso de vestimenta formal.